# Специальное радио
«Специа́льное ра́дио» (англ. Special radio) — мультиформатная интернет-радиостанция, транслирующая музыку (одновременно по разным тематическим каналам вещания) в широком диапазоне стилей: рок, джаз, классика, рэп, поп и др. Основана в 2001 году.

## История
«Специальное радио» было создано 1 декабря 2001 года и позиционировалось как международный корпоративный интернет-проект музыкантов и активистов современного искусства. 1 января 2002 года прошёл первый эфир в формате «МП3 (эм-пэ-три) Шуткаст». 5 ноября 2002 года «Специальное радио» получило лицензию Министерства Российской Федерации по делам печати, телерадиовещания и средств массовых коммуникаций как электронное периодическое издание.
В 2002—2006 годах несколько раз обновлялся дизайн страницы радио, количество тематических кнопок (тематических каналов вещания) увеличивалось.
В конце декабря 2004 года «Специальным радио» был открыт эфир рок-телевидения, в декабре 2005 года количество каналов вещания Special Rock TV достигло десяти. На данном этапе развития радио по оценкам журнала «Игромания» признавалось крупнейшим для своего сегмента в Евразии.
По состоянию на ноябрь 2020 года слушателям «Специального радио» предложены следующие направления трансляций: основной эфир, шансон, рок, Франция, металл, этника, техно и транс, опера, классика, джаз и блюз, клезмер, барды, электроника, книги, Lounge, поп, рэп, русский джаз, хоры, русская классика.

## Деятельность
По состоянию на 2020 год «Специальное радио» — радио, работающее с музыкантами вне зависимости от их карьерного успеха. Отвечая принципам системы Indie-radio, «Специальное радио» работает с малоизвестными исполнителями (эфир составляется самими авторами, предлагающими свои треки для ротации и получающими одобрение худсовета радио). Целевая аудитория радио — люди с активной жизненной позицией, предпочитающие интерактивные СМИ как новый прогрессивный тип коммуникаций. Принципиальная позиция радио — абсолютное отсутствие рекламы в музыкальном эфире, предпочтение в чистом виде «языка музыки».
«Специальное радио» работает на семи европейских языках.
На сайте «Специального радио» размещены: авторская энциклопедия по истории русского рока, авангарда, джаза, ВИА и электронной музыки (раздел «Музыкальный Лексикон»); биографии исполнителей всех стилей и направлений; очерки на музыкальные темы, интервью со знаменитыми композиторами и исполнителями; рецензии и другие тематические материалы.
«Специальное радио» обладает крупной коллекцией мемуаров и аналитических трудов по русской музыкальной жизни.